# Privacidad en Internet

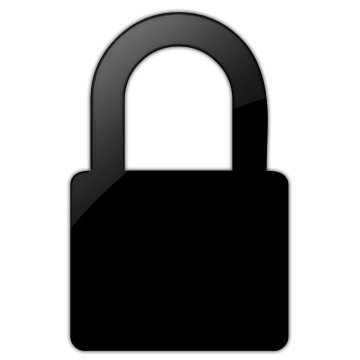
La privacidad en Internet se refiere al control de la información que posee un determinado usuario que se conecta a la red.

La privacidad en Internet se refiere al control de la información que posee un determinado usuario que se conecta a la red, interactuando con diversos servicios en línea en los que intercambia datos durante la navegación. Implica el derecho o el mandato a la privacidad personal con respecto al almacenamiento, la reutilización, la provisión a terceros y la exhibición de información a través de Internet. La privacidad en Internet es un subconjunto de la privacidad de los datos. Las preocupaciones sobre la privacidad se han articulado desde el comienzo del uso compartido de computadoras a gran escala.
La privacidad puede implicar información de identificación personal o información no personal, como el comportamiento de un visitante en un sitio web. Información de identificación personal se refiere a cualquier dato que pueda usarse para identificar a un individuo. Prácticamente todo lo que se transmite por Internet puede archivarse, incluso los mensajes en foros o los archivos que se consulta y las páginas que se visitan, mediante recursos como cookies, bugs, los usos de la mercadotecnia y el spam y los navegadores. Los proveedores de Internet y los operadores de sitios tienen la capacidad de recopilar dicha información. 
Todas las redes que se conectan a Internet lo hacen de manera voluntaria, por esto nadie controla Internet. Todo lo que se publica en Internet es de dominio público. Eso si, existe una entidad alojada en el estado de Washington, EE. UU., a la que se ha encomendado controlar la creación de puntos de entrada a Internet, esta institución se llama Network Solutions o InterNIC, su función es catalogar y entregar licencias a toda persona o institución que desea participar de Internet.
Sin embargo, todo cambia, a finales de 1998 se creó ICANN (Internet Corporation for Assigned Names and Numbers) formada por un consorcio de empresas e instituciones, fue encargada de dirigir la asignación de nuevas direcciones, de controlar la raíz del sistema y de nombrar a otras empresas en todo el mundo que tengan la posibilidad de comercializar nombres de dominio.
La privacidad y el anónimo en internet se han postulado como nuevos derechos humanos de la cuarta generación. En todo caso, los secretos que se protegen a través del derecho de la privacidad son muy diversos, y merecen diverso grado de protección en el sistema jurídico.

## Riesgos

### Rastreo
De seguro usted no desea que la página web que ha visitado tenga la capacidad de rastrear su identidad en la vida real, o simplemente la de construir a largo plazo un perfil de usted. Las conexiones a Internet son como las redes telefónicas en las cuales todos tienen un número telefónico, conocido como dirección IP. Usted puede bloquear su identificador de llamada, pero su operador de telefonía tiene que divulgar su información bajo las órdenes judiciales. Su proveedor de servicios de internet (en inglés Internet Service Provider, ISP) tiene que hacer lo mismo dada su dirección IP.
El primer paso para el anonimato es usar un proxy, un servidor que está dispuesto a enviar su solicitud web sin revelar su IP. Esto es un poco más que suscribirse a una revista usando una casilla de correo postal, que bajo la ley de los Estados Unidos la oficina postal tiene que mantener su dirección verificada y registrada. Así que dependiendo de quién y dónde está el proxy, la protección no está garantizada.

### Observadores intermediarios
Los paquetes de datos pasan a través de muchos puntos antes de llegar a su destino. A menos que su conexión sea cifrada de en su totalidad, usando el protocolo HTTPS común en tareas bancarias, cualquiera que se sitúe en medio podría ver lo que usted ve junto con su dirección IP, incluso si está utilizando un proxy. Adversarios poderosos pueden simplemente utilizar la detección de palabras clave para identificarlo como su enemigo.

### Espionaje
Puede ser una víctima al azar de infección por dispositivo de error, de alguien que planta software modificado o un dispositivo para espiarlo específicamente a usted. En cualquier caso, es tan malo como que su ISP recopila sus datos y los hace circular. Tal como establece el proveedor de red privada virtual NordVPN, ninguna barrera tecnológica impide que el ISP rastree y registre su comportamiento en línea, venda los datos a las empresas de publicidad o se los entregue a las autoridades. Por su parte, la PSI (Internacional de Servicios Públicos) explica qué tipo de datos puede recopilar la IPS catalogando tanto datos de registro (dirección IP, nombre del dispositivo, versión del sistema operativo, fecha, hora y otras estadísticas, como cookies.
Cookies son herramientas utilizadas por las empresas para rastrear lo que los consumidores navegan en línea. Ha habido un aumento en las acciones tomadas por los formuladores de políticas para garantizar que los usuarios puedan ver y elegir la información que se recopila en línea.

### Retención de datos
Muchos países en el mundo tienen leyes de retención de datos en su lugar, obligando a los operadores de internet a almacenar los registros de los servidores normalmente de seis meses a dos años. Así mediante la correlación de los registros de servidor después de los hechos por orden judicial, la policía podría saber con quién habló y cuándo, incluso si ha utilizado una cadena de proxies. Esto crea otro nivel de amenaza ya que los bancos y los gobiernos regularmente tienen fugas de datos personales.
Sin embargo, esto también sirve para detectar actos delictuales en la red, como la distribución ilegal de contenidos protegidos por derechos de autor o la pornografía infantil.

### Análisis de tráfico
Un adversario ingenioso con la capacidad de observar el tráfico en muchos puntos de internet puede poner en peligro su anonimato. Para el tráfico de baja latencia, tal como la publicación en un tablón de mensajes, si un atacante puede observar el tráfico en los sitios web de tablones de mensajes, y observar a los usuarios a sus ISP, ellos pueden determinar la identidad de los usuarios y sus datos al correlacionar el tiempo de tráfico web.

## Riesgos para la privacidad en Internet

### Proveedores de Internet
Los usuarios de Internet obtienen acceso a Internet a través de un proveedor de servicios de Internet. Todos los datos transmitidos desde y hacia los usuarios deben pasar por el ISP. Por lo tanto, un ISP tiene el potencial de observar las actividades de los usuarios en Internet. Sin embargo, a los ISP generalmente se les prohíbe participar en tales actividades debido a razones legales, éticas, comerciales o técnicas. Normalmente los ISP recopilan al menos cierta información sobre los consumidores que utilizan sus servicios. Desde el punto de vista de la privacidad, los proveedores de servicios de Internet idealmente recopilarían solo tanta información como necesiten para proporcionar conectividad a Internet (dirección IP, información de facturación, etc.). La información que recopila un ISP, lo que hace con esa información y si informa a sus consumidores plantea importantes problemas de privacidad. Más allá del uso de información recopilada por terceros, los ISP en general colocan su información a disposición de autoridades gubernamentales si así lo solicitan. En los EE. UU. y otros países, dicha solicitud no requiere necesariamente una orden judicial. Un ISP no puede conocer el contenido de datos encriptados correctamente entre sus consumidores e Internet. Para encriptar el tráfico web, HTTPS se ha convertido en el estándar más popular y mejor respaldado. Incluso si los usuarios cifran los datos, el ISP aún conoce las direcciones IP del remitente y del destinatario.

### Motores de búsqueda
Los motores de búsqueda tienen la capacidad de rastrear las búsquedas de un usuario. La información personal puede revelarse mediante búsquedas en la computadora, cuenta o dirección IP del usuario vinculadas a los términos de búsqueda utilizados. Los motores de búsqueda han reclamado la necesidad de conservar dicha información para proporcionar mejores servicios, proteger contra la presión de seguridad y proteger contra el fraude.
Un motor de búsqueda toma a todos sus usuarios y asigna a cada uno un número de identificación específico. Los motores de búsqueda suelen mantener registros de la actividad de los usuarios en Internet y de los sitios visitados. El sistema de AOL es un ejemplo. AOL tiene una base de datos de 21 millones de miembros, cada uno con su propio número de identificación específico. Sin embargo, la forma en que está configurado AOLSearch permite a AOL mantener registros de todos los sitios web visitados por cualquier miembro. Aunque no se conozca la verdadera identidad del usuario, con la información almacenada en AOLSearch se puede elaborar un perfil completo del usuario. Al mantener registros de lo que la gente consulta a través de AOL Search, la empresa puede saber mucho sobre ellos sin conocer sus nombres.
Los motores de búsqueda también son capaces de conservar la información de los usuarios, como la ubicación y el tiempo que pasan utilizando el motor de búsqueda, durante un máximo de noventa días. La mayoría de los operadores de motores de búsqueda utilizan los datos para hacerse una idea de las necesidades que deben satisfacerse en determinados ámbitos de su campo. Las personas que trabajan en el ámbito jurídico también están autorizadas a utilizar la información recogida en los sitios web de estos motores de búsqueda. El motor de búsqueda Google se cita como ejemplo de motor de búsqueda que conserva la información introducida durante un periodo de tres cuartos de año antes de que quede obsoleta para el uso público. Yahoo! sigue los pasos de Google en el sentido de que también elimina la información del usuario tras un periodo de noventa días. Otros motores de búsqueda como el motor de búsqueda Ask! han promovido una herramienta de "AskEraser" que esencialmente elimina la información personal cuando se solicita. Algunos cambios realizados en los motores de búsqueda de Internet incluyen el del motor de búsqueda de Google. A partir de 2009, Google comenzó a utilizar un nuevo sistema en el que la búsqueda de Google se personalizaba. El elemento que se busca y los resultados que se muestran recuerdan información previa que pertenece al individuo. El motor de búsqueda de Google no sólo busca lo que se busca, sino que también se esfuerza por permitir que el usuario sienta que el motor de búsqueda reconoce sus intereses. Esto se consigue mediante el uso de publicidad en línea[76]. Un sistema que utiliza Google para filtrar la publicidad y los resultados de búsqueda que puedan interesar al usuario es disponer de un sistema de clasificación que comprueba la relevancia y que incluye la observación del comportamiento que muestran los usuarios al buscar en Google. Otra función de los motores de búsqueda es la predictibilidad de la ubicación. Los motores de búsqueda son capaces de predecir dónde se encuentra una persona mediante la localización de direcciones IP y ubicaciones geográficas.
Algunos cambios realizados en los motores de búsqueda de Internet incluyeron el motor de búsqueda de Google. A partir de 2009, Google comenzó a ejecutar un nuevo sistema en el que la búsqueda de Google se personalizó. El elemento que se busca y los resultados que se muestran recuerdan información anterior que pertenece al individuo. El motor de búsqueda de Google no solo busca lo que se busca, sino que también se esfuerza por permitir que el usuario sienta que el motor de búsqueda reconoce sus intereses. Esto se logra mediante el uso de publicidad en línea. Con el aumento de la popularidad de los anuncios personalizados, muchos sitios web pueden generar ingresos al permitir que otras empresas accedan a la información de los usuarios recopilada en su plataforma. Esto permite a esas empresas dirigirse a las personas que comparten características con aquellas que probablemente visitarán su sitio, con la esperanza de llegar a una audiencia más amplia. Un sistema que Google usa para filtrar publicidades y resultados de búsqueda que pueden interesar al usuario es tener un sistema de clasificación que evalúa la relevancia que incluye la observación del comportamiento que los usuarios exudan mientras buscan en Google. Otra función de los motores de búsqueda es la predictibilidad de la ubicación. Los motores de búsqueda pueden predecir dónde se encuentra actualmente su ubicación al ubicar las direcciones IP y las ubicaciones geográficas.
El 24 de enero de 2012, Google hizo pública una nueva modificación de su política de privacidad. Esta nueva política cambiaría lo siguiente para sus usuarios: (1) la política de privacidad se haría más corta y fácil de comprender y (2) la información que los usuarios proporcionan se utilizaría de más formas de las que se utiliza actualmente. El objetivo de Google es mejorar la experiencia de los usuarios.
Esta nueva política de privacidad entró en vigor el 1 de marzo de 2012. Peter Fleischer, Consejero Global de Privacidad de Google, ha explicado que si una persona está conectada a su cuenta de Google, y sólo si está conectada, se recopilará información de los múltiples servicios de Google que haya utilizado con el fin de ser más complacientes. La nueva política de privacidad de Google combinará todos los datos utilizados en los motores de búsqueda de Google (es decir, YouTube y Gmail) con el fin de trabajar en función de los intereses de una persona. Una persona, en efecto, podrá encontrar lo que quiere a un ritmo más eficiente porque toda la información buscada durante los tiempos de inicio de sesión ayudará a acotar los nuevos resultados de búsqueda.
La política de privacidad de Google explica qué información recopila y por qué lo hace, cómo utiliza la información y cómo acceder a ella y actualizarla. Google recopilará información para ofrecer un mejor servicio a sus usuarios, como su idioma, los anuncios que les resultan útiles o las personas que son importantes para ellos en Internet. Google anuncia que utilizará esta información para proporcionar, mantener y proteger a Google y a sus usuarios. La información que utiliza Google ofrecerá a los usuarios resultados de búsqueda y anuncios más relevantes. La nueva política de privacidad explica que Google puede utilizar la información compartida en un servicio en otros servicios de Google de personas que tengan una cuenta de Google y hayan iniciado sesión. Google tratará a un usuario como un único usuario en todos sus productos. Google afirma que la nueva política de privacidad beneficiará a sus usuarios al ser más sencilla. Google podrá, por ejemplo, corregir la ortografía del nombre de un amigo de un usuario en una búsqueda de Google o notificar a un usuario que llega tarde basándose en su calendario y su ubicación actual. Aunque Google ha actualizado su política de privacidad, sus directrices básicas no han cambiado. Por ejemplo, Google sigue sin vender información personal ni compartirla con terceros.
Los usuarios y los funcionarios públicos han planteado muchas preocupaciones en relación con la nueva política de privacidad de Google. La principal preocupación/problema se refiere al intercambio de datos de múltiples fuentes. Dado que esta política recopila toda la información y los datos buscados en múltiples motores al iniciar sesión en Google, y los utiliza para ayudar a los usuarios, la privacidad se convierte en un elemento importante. Los funcionarios públicos y los usuarios de cuentas de Google están preocupados por la seguridad en línea debido a toda esta información que se recopila de múltiples fuentes.
A algunos usuarios no les gusta el solapamiento de la política de privacidad, ya que desean mantener separado el servicio de Google. La actualización de la política de privacidad de Google ha alarmado tanto al sector público como al privado. La Unión Europea ha pedido a Google que retrase la entrada en vigor de la nueva política de privacidad para asegurarse de que no viola la legislación comunitaria. Esta medida está en consonancia con las objeciones a la disminución de la privacidad en línea planteadas en otras naciones extranjeras donde la vigilancia es objeto de un mayor escrutinio. Tanto Canadá como Alemania han llevado a cabo investigaciones sobre la legalidad de Facebook, en contra de sus respectivas leyes de privacidad, en 2010. La nueva política de privacidad no hace sino aumentar las preocupaciones no resueltas sobre la privacidad de los usuarios.
Otro aspecto preocupante de la nueva política de privacidad de Google es su naturaleza. Hay que aceptar la política o eliminar las cuentas de Google existentes. Personalizar la configuración de privacidad de una red social es una táctica clave que muchos consideran necesaria para los sitios de redes sociales. Además, algunos temen que el intercambio de datos entre los servicios de Google pueda dar lugar a revelaciones de identidades. A muchos de los que utilizan seudónimos les preocupa esta posibilidad y defienden el papel de los seudónimos en la literatura y la historia.
Algunas soluciones para poder proteger la privacidad de los usuarios en Internet pueden incluir programas como "Rapleaf", que es un sitio web que tiene un motor de búsqueda que permite a los usuarios hacer que toda la información de búsqueda y la información personal sea privada. Otros sitios web que también ofrecen esta opción a sus usuarios son Facebook y Amazon.

#### Buscadores/navegadores centrados en la privacidad
Motores de búsqueda como Startpage.com, Disconnect.me y Scroogle (desaparecido desde 2012) anonimizan las búsquedas en Google. Algunos de los motores de búsqueda centrados en la privacidad más destacados son:
Brave
Un software gratuito que se presenta como un servicio de navegación web que da prioridad a la privacidad, bloquea los rastreadores y los anuncios en línea y no rastrea los datos de navegación de los usuarios.
DuckDuckGo
Un motor de búsqueda que combina los resultados de búsqueda de varios buscadores (excluido Google) y ofrece algunos servicios exclusivos, como el uso de cuadros de búsqueda en varios sitios web y el suministro de respuestas instantáneas al instante.
Qwant
Motor de búsqueda web con sede en la UE que se centra en la privacidad. Tiene su propio índice y cuenta con servidores alojados en la Unión Europea.
Searx
Metabuscador gratuito y de código abierto orientado a la privacidad que se basa en una serie de instancias descentralizadas. Existen varias instancias públicas, pero cualquier usuario puede crear la suya propia si lo desea.
YaCy
Un motor de búsqueda descentralizado desarrollado a partir de un proyecto comunitario que comenzó en 2005. El motor de búsqueda sigue un enfoque ligeramente diferente a los dos anteriores, utilizando un principio peer-to-peer que no requiere ningún servidor estacionario y centralizado. Esto tiene sus desventajas, pero también la simple ventaja de una mayor privacidad al navegar debido a que básicamente no hay posibilidad de pirateo.

### Redes sociales
El concepto de la Web 2.0 ha causado un perfil social y es una preocupación creciente por la privacidad en Internet. La Web 2.0 es el sistema que facilita el intercambio participativo de información y la colaboración en Internet, en sitios web de redes sociales como Facebook, Instagram, Twitter y MySpace. Estos sitios de redes sociales han visto un auge en su popularidad a partir de finales de la década de 2000. A través de estos sitios web, muchas personas brindan su información personal en Internet, la cual mediante técnicas de ingeniería social se puede obtener con gran facilidad. Ha sido un tema de discusión sobre a quién se responsabiliza por la recopilación y distribución de información personal. Algunos dirán que es culpa de las redes sociales porque son ellos los que están almacenando la gran cantidad de información y datos, pero otros afirman que son los usuarios los responsables del problema, ya que son los mismos usuarios los que proporcionan la información en primer lugar. Esto se relaciona con el tema siempre presente de cómo la sociedad considera los sitios de redes sociales. Cada vez hay más personas que descubren los riesgos de poner su información personal en línea y confiar en un sitio web para mantenerlo privado. Sin embargo, en un estudio reciente, los investigadores encontraron que los jóvenes están tomando medidas para mantener su información publicada en Facebook privada hasta cierto punto. Entre los ejemplos de dichas acciones se incluyen la administración de su configuración de privacidad para que cierto contenido pueda ser visible para "Solo amigos" e ignorar las solicitudes de amistad de Facebook de extraños.

### Geolocalización
Un geolocalizador es una aplicación integrada a un GPS, presente en la mayoría de los aparatos móviles más modernos, que permite la prestación de servicios diferenciados al usuario desde su ubicación. La geolocalización proporciona a las personas una orientación a la hora de hacer compras y de moverse en las ciudades. Pero la posibilidad de tener a alguien siguiendo los pasos de quién utiliza estos tipos de aplicaciones y extraer información sobre su rutina es uno de los peligros que esas aplicaciones ocasionan. Las herramientas que ofrecen este tipo de servicio generalmente requieren un previo consentimiento de los usuarios para el tratamiento de los datos. El consentimiento tiene que ser expresado y puede ser retirado en cualquier momento.

### Otros
- Cookies HTTP: un ataque Cross-site scripting u otras técnicas pueden robarte información de las cookies del usuario.
- Fotografías en Internet: como se ha podido comprobar con la posible infracción de la privacidad individual de Google Street View, subiendo fotografías a Internet podemos estar vulnerando nuestra privacidad.[25]

## Niveles de privacidad en Internet
La privacidad en Internet se refiere principalmente a la protección de la información del usuario procedente de diversas fuentes. El catedrático de Derecho Jerry Kang explica que el término privacidad expresa espacio, decisión e información. En cuanto al espacio, los individuos tienen la expectativa de que sus espacios físicos (por ejemplo, casas, coches) no sean invadidos, lo mismo ocurre con los espacios digitales.
En Estados Unidos, el Grupo de Trabajo sobre Infraestructura de la Información (IITF), creado en 1997 bajo la presidencia de Bill Clinton, definió la privacidad de la información como "la pretensión de un individuo de controlar las condiciones en las que se adquiere, divulga y utiliza información personal, es decir, información identificable con el individuo". A finales de los años 90, con el auge de Internet, quedó claro que los gobiernos, las empresas y otras organizaciones tendrían que atenerse a nuevas normas para proteger la privacidad de los individuos. Con el auge de internet y las redes móviles, la privacidad en internet es una preocupación diaria para los usuarios.
Las personas a las que sólo les preocupa ocasionalmente la privacidad en Internet no tienen por qué lograr el anonimato total. Los usuarios de Internet pueden proteger su privacidad mediante la revelación controlada de información personal. La revelación de direcciones IP, perfiles no identificables e información similar puede convertirse en una compensación aceptable por la comodidad de los servicios que usan, servicios a los que no podrían acceder si quisieran ocultar por completo su identidad. Por otro lado algunas personas anteponen su privacidad a cualquier otra cosa. En ese caso, pueden intentar conseguir el anonimato en Internet para garantizar su privacidad — utilizar Internet sin dar a terceros la posibilidad de vincular sus actividades con la información personal identificable del usuario.
Existen organizaciones gubernamentales que protegen la privacidad y el anonimato de un individuo en Internet. En el caso de Europa se cuenta con GDPR.eu , un recurso para organizaciones e individuos que facilita la implementación del Reglamento General de Protección de Datos. También, instituciones y empresas dedicadas a la ciberseguridad imparten cursos y charlas sobre como mantenerse anónimo en Internet así como el uso adecuado de la información en la red. Estos talleres conciencian a la población sobre el valor de nuestros datos personales y la importancia de protegerlos.
Publicar cosas en Internet puede ser perjudicial o exponer a las personas a ataques malintencionados. Cierta información publicada en Internet persiste durante décadas, dependiendo de las condiciones del servicio y de las políticas de privacidad de determinados servicios ofrecidos en línea. Esto puede incluir comentarios escritos en blogs, imágenes y sitios web, como Facebook y X (antes Twitter). Una vez publicado, cualquiera puede encontrarlo y acceder a él. Algunos empleadores pueden investigar a posibles empleados buscando en Internet los detalles de sus comportamientos en línea, lo que posiblemente afecte al resultado del éxito del candidato.

## Cómo cuidar nuestra privacidad
- Utilizando un seudónimo y no tu nombre real en Internet, excepto que sea estrictamente necesario.
- Instalar un cortafuegos ayudara mucho evitando que un sujeto pueda entrar a nuestra computadora o bien que usen un troyano y quizá pueda robar información valiosa como tarjetas de crédito o claves, etc.
- Un antivirus que en lo posible también detecte spyware servirá mucho para evitar que nos manden troyanos o spyware que envíe información confidencial aunque, si tenemos un firewall, es probable que este bloquee el troyano/spyware al tratar de conectarse.
- Un antispyware que ayuda a eliminar el spyware que entró a través de distintas páginas.
- Usar un navegador web actualizado.
- Mantener actualizado nuestro sistema operativo.
- No entrar en páginas web sospechosas de robar contraseñas o de mandar virus/spyware al PC.
- Cuando envíen un correo electrónico a varios contactos utilicen el CCO 'correo oculto' para no mostrar los contactos y parezcan como privados.
- No realizar transacciones comerciales en páginas web no seguras, las seguras tienen una "s" después del http.